# 古代ギリシアの陶芸

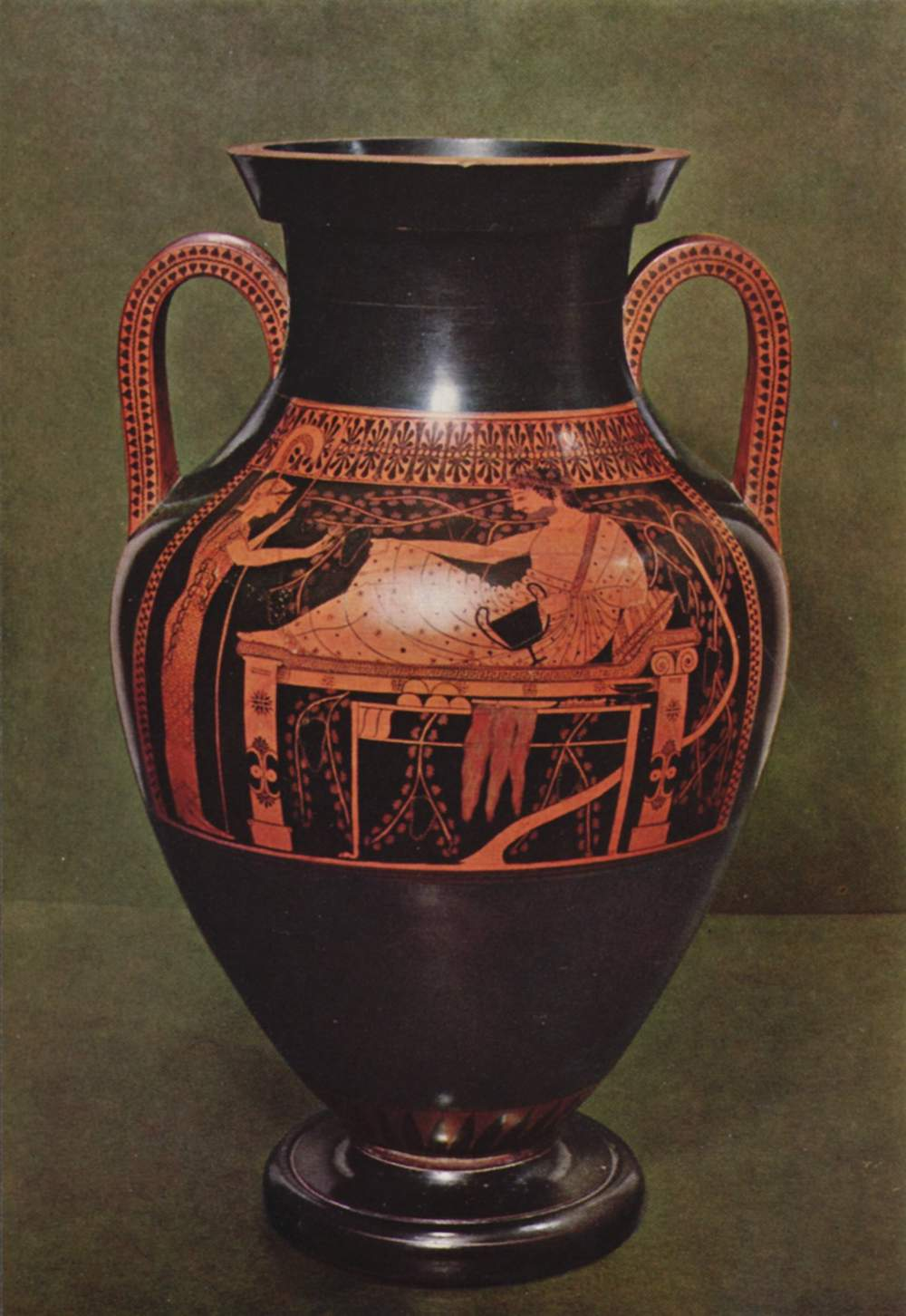
バイリンガル陶器のアンフォラ。絵付けはアンドキデス。紀元前520年ごろ（ミュンヘン）

古代ギリシアの陶芸（こだいギリシアのとうげい）では、古代ギリシアにおける陶芸について解説する。
陶芸作品は比較的耐久性があるため、古代ギリシアの考古学的記録の重要な部分を占めている。また数が多く（Corpus Vasorum Antiquorum には約10万点が記録されている）、我々の古代ギリシア理解に不釣合いなほど大きな影響を及ぼしている。例えば古代ギリシア絵画は日用品である陶器の絵以外ほとんど現存していないため、この派生的な芸術形態からギリシア美術の発展を追跡する必要がある。また、紀元前1千年紀に廃棄されたり埋められたりした陶器の破片は、古代ギリシア人の普通の生活や精神を知る手がかりでもある。

## 陶器絵付けの発展

### 原幾何学様式

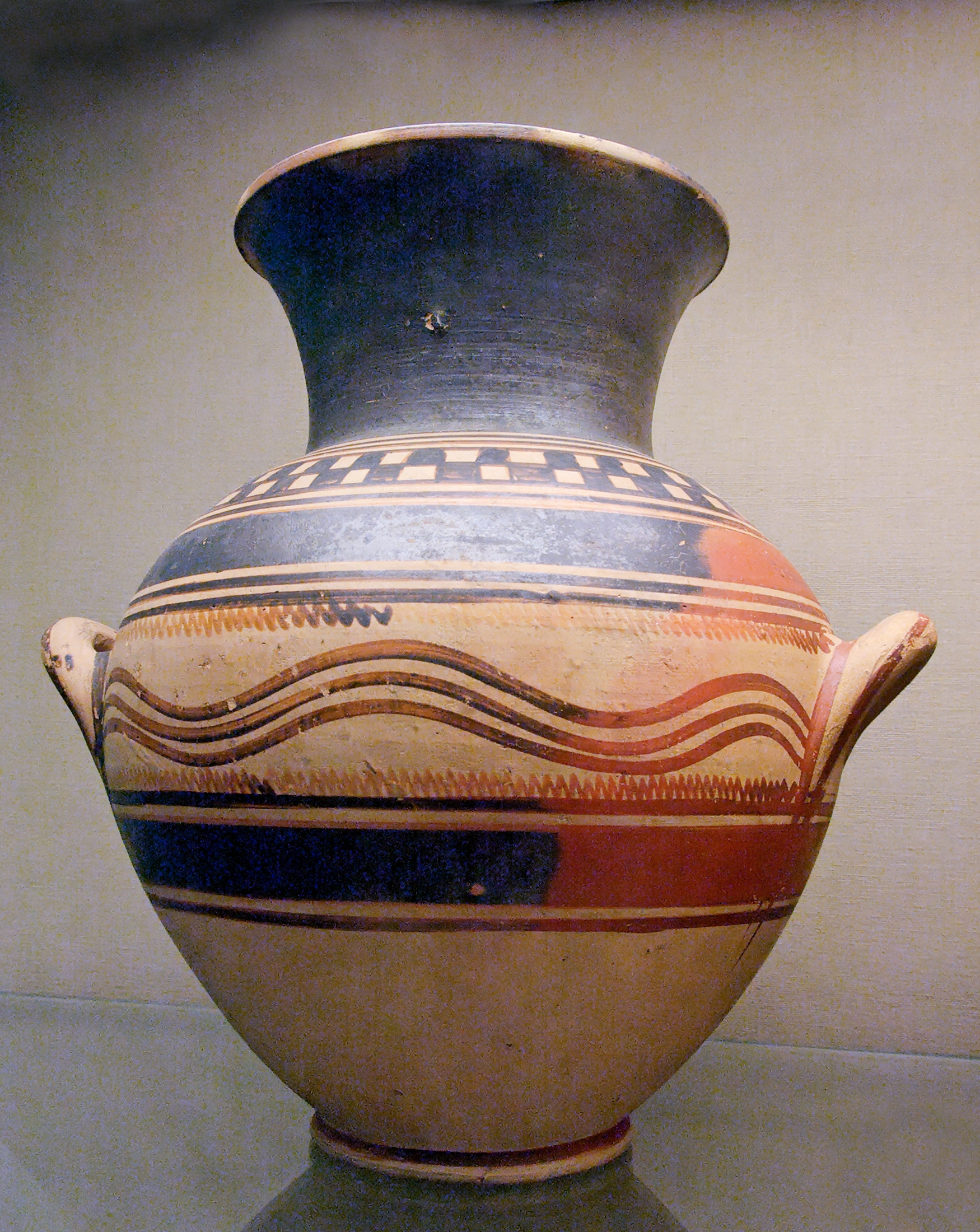
原幾何学様式のアンフォラ（大英博物館）

原幾何学様式 (protogeometric style) は紀元前1050年から紀元前900年ごろの様式で、ミケーネ文明崩壊とその後の暗黒時代を経て工芸生産が復活したころのものである。このころの彫刻や建築物や壁画は現存していないため、宝石類と共にその時代の芸術を知る数少ない手がかりとなっている。ギリシアにおける市民生活は紀元前1050年ごろまでに陶器の生産に改良を施せるまでに十分安定したと見られる。この様式では、円、三角形、波線、円弧といった図形が描かれるだけだが、コンパスや様々なブラシを使い分け、慎重かつ器用に図形を配置している。陶器生産はまずアッティカで再開され、その後ギリシャ全土に広がっていった。特にボイオーティア、コリントス、キクラデス諸島（特にナクソス島）、エーゲ海東岸のイオニア人入植地などである。この時代の陶芸に関する重要な場所としてエウボイア島のレフカンディの遺跡がある。墓の副葬品として原幾何学様式の際立った陶器が見つかっており、紀元前8世紀初期までこの様式の生産が続いたことが判明している。

### 幾何学様式
幾何学様式 (geometric style) は紀元前9世紀から紀元前8世紀に流行した。ミノア文明やミケーネ文明の図像とは断絶した新たなモチーフを特徴とし、雷文、三角形などの幾何学模様が多いが、従来の様式に多かった円を基本とした図形は少ない。特によい例として墓の副葬品がある。もともと副葬品としてまとめて制作されたと見られ、アッティカや他のギリシャ本土や島々の様式の違いがはっきり出ていることが多い。ただし、年代は海外に輸出された年代推定可能な形で出土した陶器に基づいている。

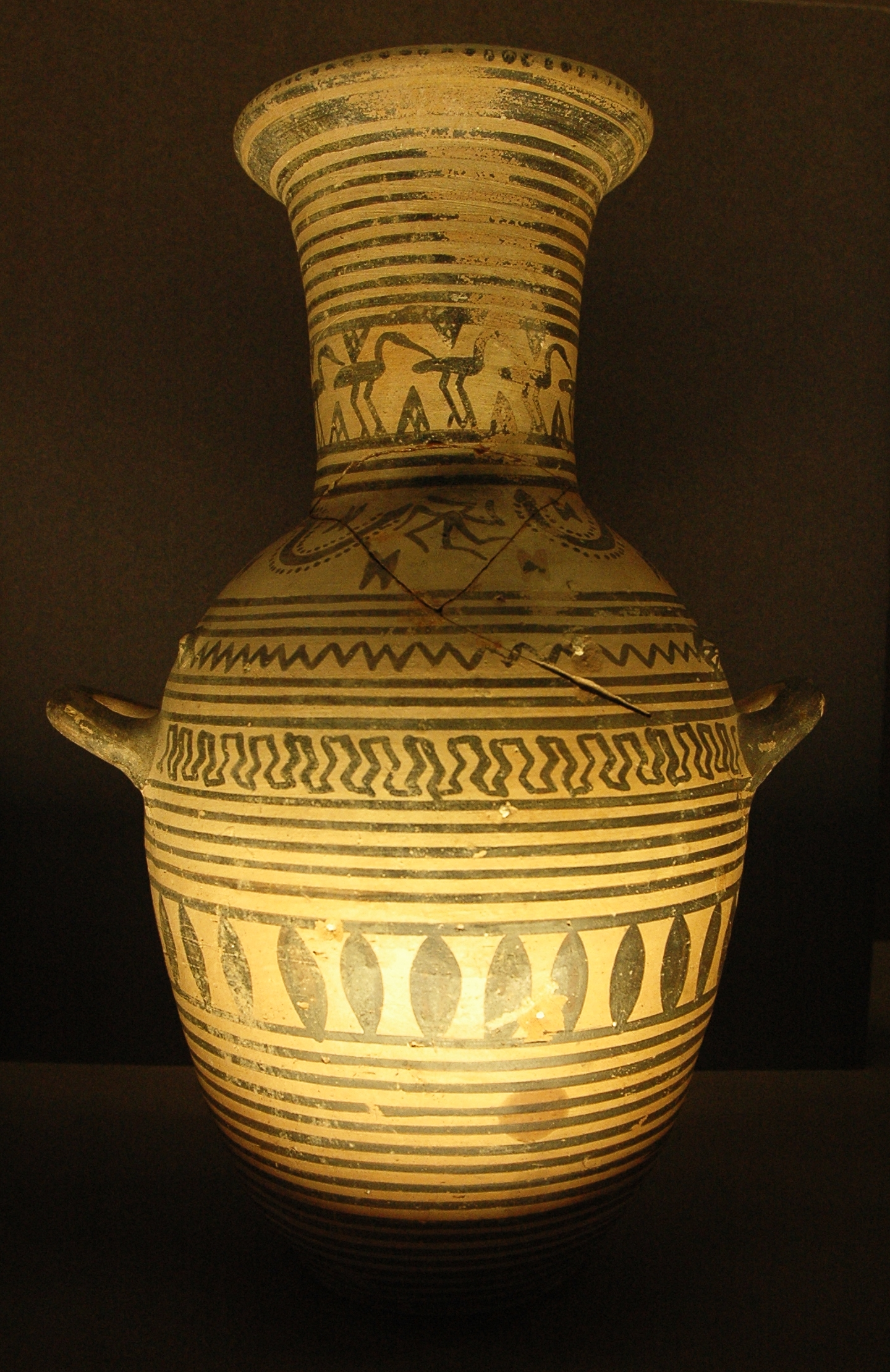
ボイオーティアの幾何学様式のヒュドリア（ルーヴル美術館）

初期の幾何学様式（紀元前900年から紀元前850年ごろ）は抽象的模様だけの “Black Dipylon” と呼ばれる様式で、黒い上薬を多用しているのが特徴である。中期幾何学様式（紀元前850年から紀元前770年ごろ）では、人物や動物の姿と思われる装飾が見られるようになる。当初は帯状に動物（馬、鹿、山羊、ガチョウなど）が並んだ装飾で、それと幾何学的な帯とが交互に描かれていた。絵付師は何も描かれていない部分を残すのをいやがったようで、隙間を埋めるようにメアンダーや卍が描かれている。このような余白をいやがる傾向を空間畏怖と呼び、幾何学様式時代の最後までその傾向はやまなかった。
紀元前8世紀中ごろ、人間の姿が描かれ始めた。代表例としてアテナイの古墳ケラメイコス（ディピュロン）で見つかった陶器がある。それらの陶器片には主にチャリオットや戦士の行列か葬式の行列が描かれていた。これを πρόθεσις / prothesis（死者の陳列と悲嘆）または ἐκφορά/ ekphora（墓地への棺の輸送）と呼ぶ。若干盛り上がっているふくらはぎ以外の体の部分は幾何学的に単純に表現されている。戦士像はディアボロのような真ん中が細い盾で隠すようにしており、その特徴的な描き方から “Dipylon shield” と呼ばれている。馬や戦車も遠近などを考慮せずに横から見た形が描かれている。絵付師の署名がないため、この絵付師を「ディピュロン・マスター」と呼んでおり、いくつかの記念碑的アンフォラもこの絵付師のものとされている。
この時代の末期にはギリシア神話を描いた陶器が見られるようになった。ほぼ同じころホメーロスがトロイアの叙事詩環を『イーリアス』や『オデュッセイア』にまとめたと考えられる。しかし、具体的にそれぞれがどういう場面を描いているかを現代の視点で解釈することは危険が伴う。2人の戦士が対峙している絵はホメーロス的決闘の場面と見られるが特定は難しい。故障した船はオデュッセウスの難破を表しているとも見られるが、別の不運な船員かもしれない。
この時代の末期にはギリシャ各地方に流派ともいうべきものが形成されている。陶器生産はアテナイで特に盛んだった。原幾何学様式の時代と同様、コリントス、ボイオーティア、アルゴス、クレタ島、キクラデス諸島でも陶工や絵付師はアッティカの新様式に追随することに満足していた。しかし紀元前8世紀ごろからそれぞれの地方独自の様式が生まれた。アルゴスでは絵画的場面を描く方向に特化し、クレタ島では厳密に抽象的な図形を描くことに固執し続けた。

### 東方化様式

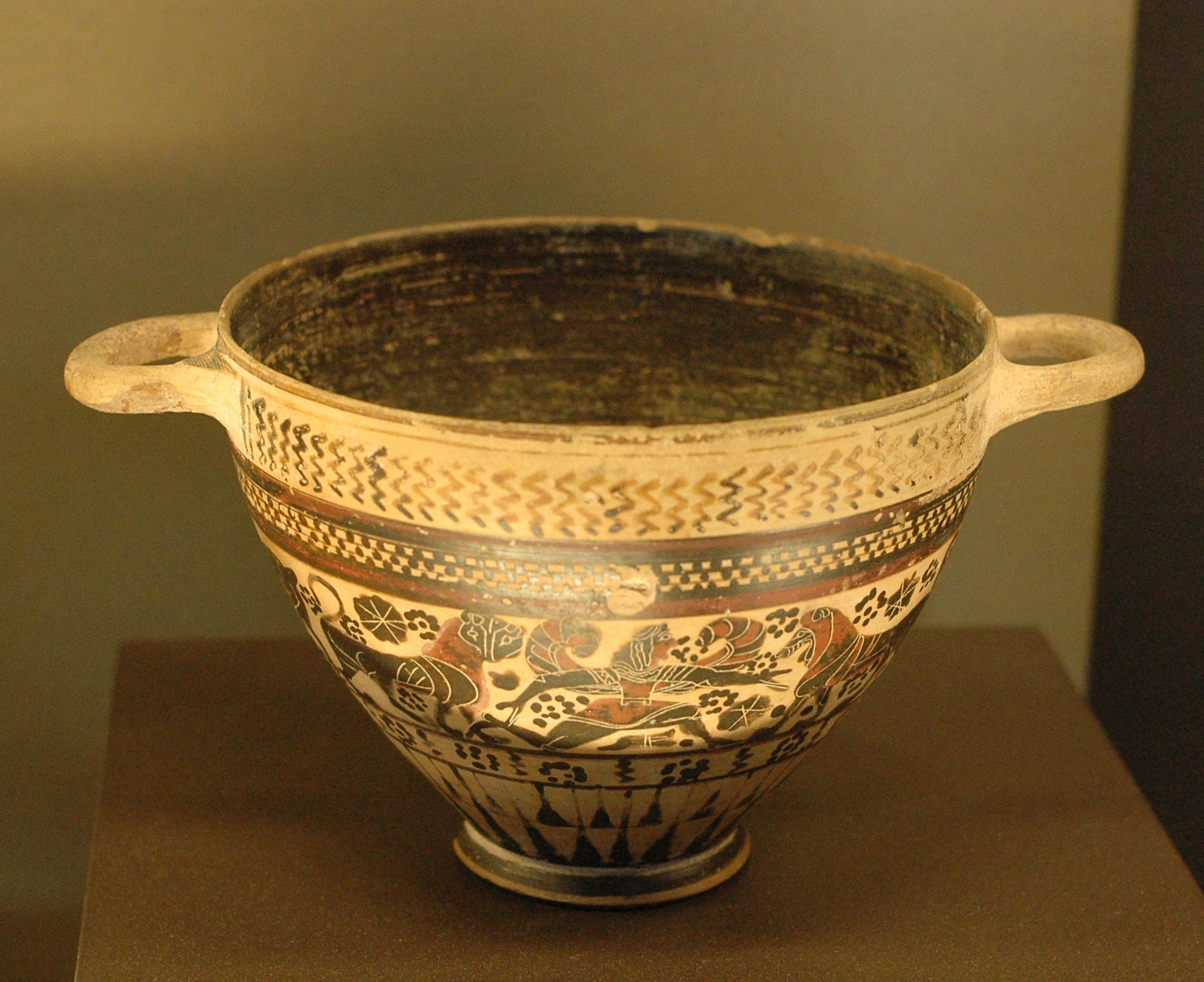
原コリント様式の大杯。紀元前625年ごろ（ルーヴル美術館）

東方化様式 (orientalizing style) は、紀元前8世紀から紀元前7世紀にエーゲ海と東地中海で文化的に醸成された。小アジアの都市国家との貿易による繋がりで、東方の工芸品が高度に様式化されてはいるが写実性も認識できる芸術に影響を与えた。アナトリアのウラルトゥやフリギアと同様、北シリアのシロ・ヒッタイト国家群やフェニキアからも象牙細工や陶芸や金属細工の工芸品がギリシャにもたらされるようになったが、東地中海周辺の一大文化中心地だったエジプトやアッシリアとの交流はまだ少なかった。新たな作風はコリントスで生まれ（原コリント様式; Proto-Corinthian style）、遅れてアテナイに（原アッティカ様式として）もたらされた。東方化様式は紀元前725年から紀元前625年ごろに盛んだった。絵付けの主題が多様化したことを特徴とし、スフィンクス、グリフォン、ライオンなどが描かれ、陶器の胴の部分に帯状に神話的ではない様々な動物を並べて描くという作風が見られる。さらにこの帯状装飾にハスや唐草の模様を加えるようになっていった。人物像は比較的まれである。よく見られるのは人物のシルエットを描いて若干の細部を描いたもので、後の黒絵式の原型とされている。絵は我々が絵付師を識別できる程度の詳細さで描かれている。東方化様式の元になった原コリント様式では幾何学模様も残っており、同時期に幾何学様式の陶器も生産されていた。

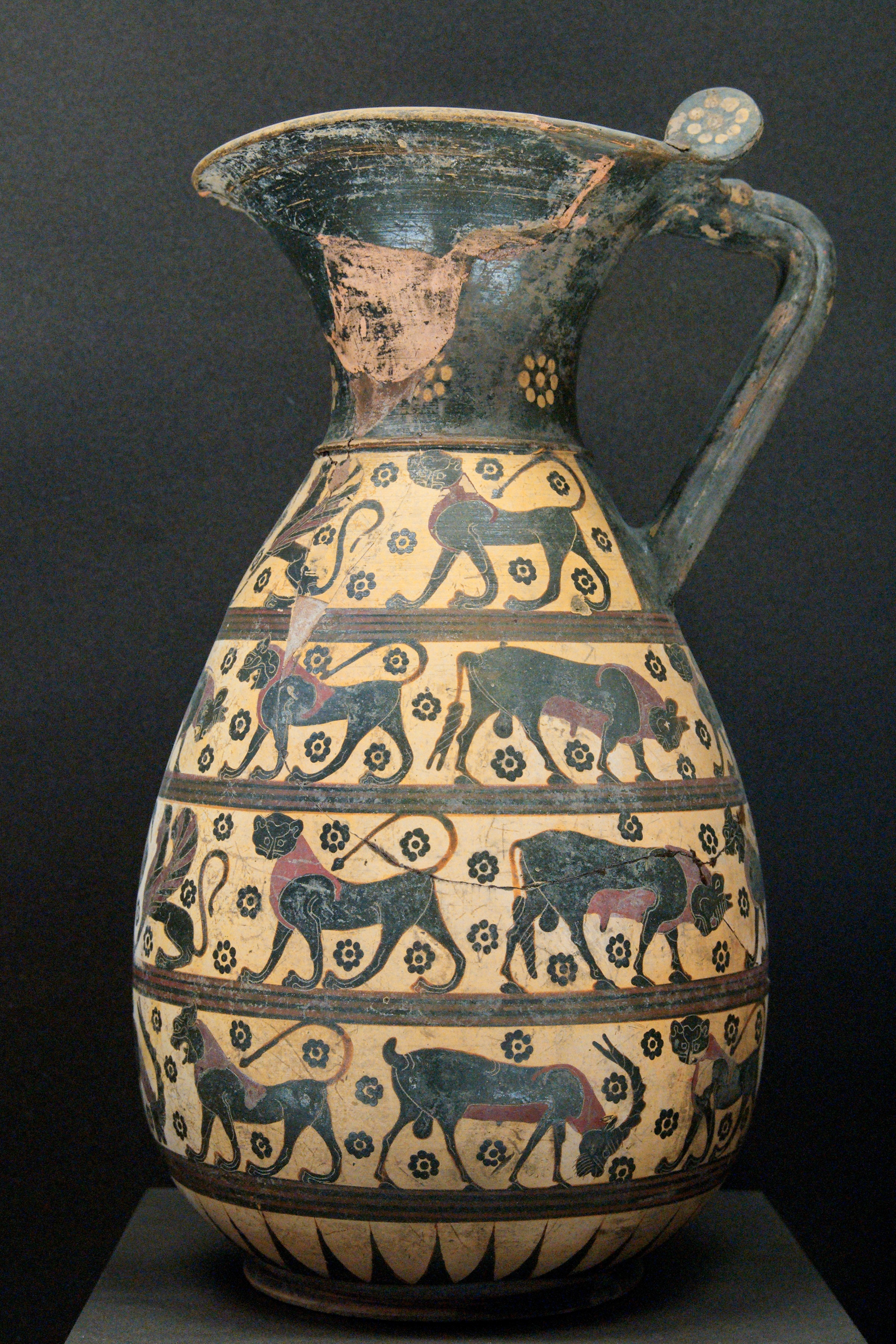
原コリント様式のオルペ（ワイン容器）。ライオン、雄牛、山羊、スフィンクスが描かれている。紀元前640年から630年ごろ（ルーヴル美術館）

コリントスの陶器はギリシャ全土に輸出され、その技法がアテナイに伝わると、そこで東方の影響がやや薄れた新たな作風が発展した。この時期の様式を原アッティカ様式 (Proto-Attic style) と呼び、東方的な主題が描かれているがそれほど写実的ではない。絵付師は戦車の行進などの幾何学様式時代の典型的な場面を好んで描いていた。しかし、単なるシルエットではなく描線を加えるようになっている。紀元前7世紀中盤には白地に黒で図像を描く様式が登場し、肌や衣服の色彩装飾を伴っていた。アテナイで使っていた粘土はコリントスよりもオレンジ色が強く、そのままで肌色を表すことは容易ではなかった。アッティカの東方化様式時代の絵付師としては、「アナラトスの画家」、Mesogeia Painter、Polyphemos Painter などがいる。
クレタ島やキクラデス諸島では、陶器の胴や口の部分を動物や人の頭部の形状にしたものが流行した。アイギナ島ではグリフォンの頭部を模した陶器が最も多い。パロス島で作られたアンフォラはコリントスの東方化様式の影響をほとんど受けていないように見受けられる。叙事詩的な構図が好んで描かれ、空間畏怖が続いていたようで、隙間を雷文や卍で埋めている。
東方化時代の最終発展形を「野山羊式」と呼ぶ。カメイロスのネクロポリスで重要な発見があったことから、ロドス島発祥とされてきた。実際、アナトリア半島に広く見られ、特にミレトスやキオスが生産の中心だったとされている。特に青銅製オイノコエ（水差し）の形状を模したものと皿（脚つきもある）が多い。様式化された動物を重ねるように描いたものが多く、帯状に野山羊の列を描いたものが目立つ（このため、野山羊式と呼ぶ）。余白は花模様や卍で埋められている。

### 黒絵式
黒絵式（くろえしき black-figure）の時代は紀元前620年から紀元前480年ごろで、アルカイク期の中期から後期にほぼ相当し、黒像式（こくぞうしき）とも呼ばれる。人物像などをシルエットで描き線刻で詳細な描写をするという技法で、紀元前7世紀のコリントスで発明された。そしてコリントスからアッティカ（アテナイ）、ラコニア（スパルタ）、ボイオーティア、エウボイア島（エレトリア）、ギリシャ東方の島々などに広まっていった。

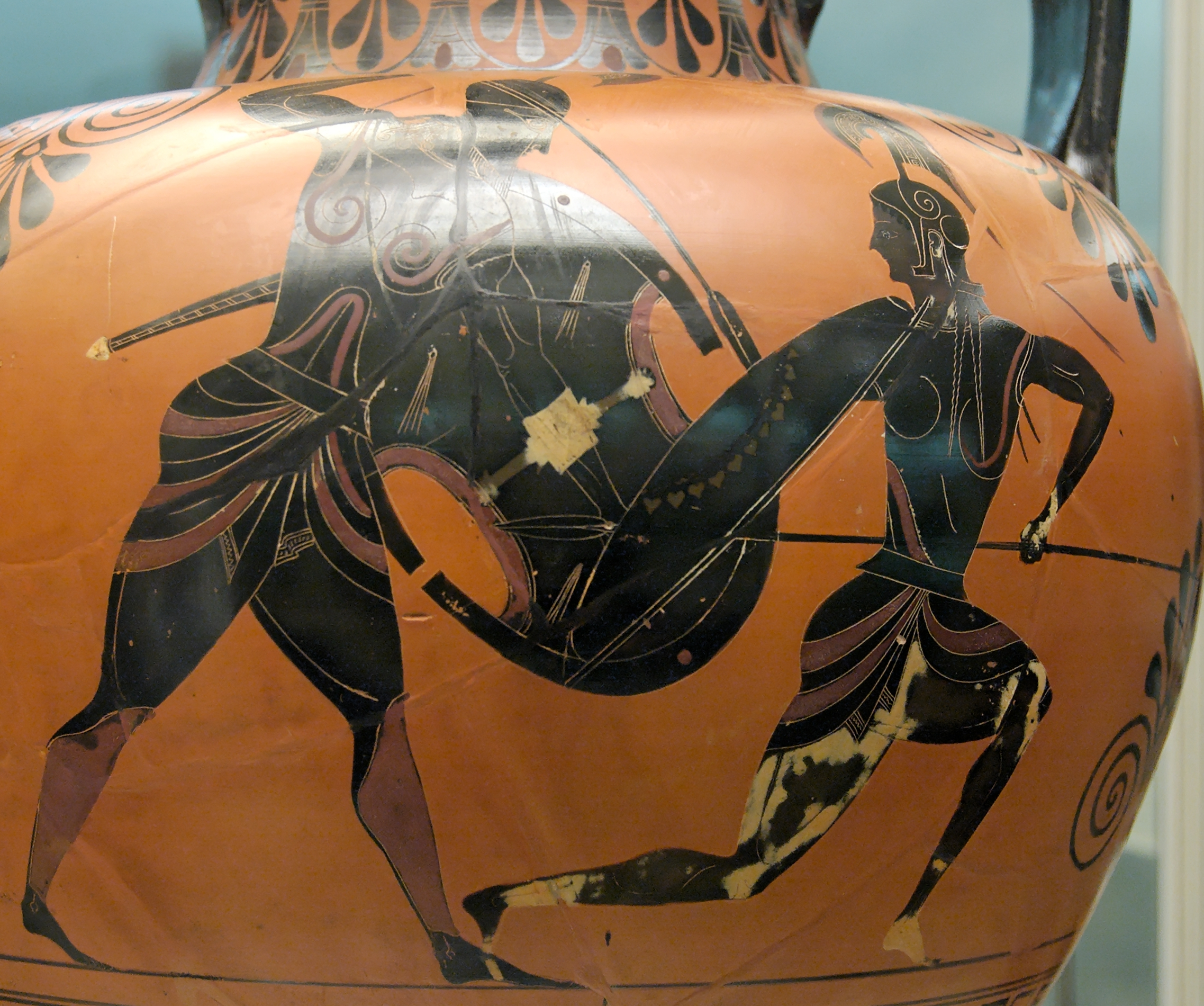
「アキレウスとペンテシレイア」エクセキアス作。紀元前540年ごろ（大英博物館）

コリントス産の黒絵式陶器については Humfry Payneや Darrell Amyxの研究に詳しく、動物と人物が並行して主題として描かれている。動物を主題とした絵は花器や壷に多く、初期のコリントス産陶器に見られる。コリントスの絵付師らは次第に人物の描写が上達していき、帯状の動物の絵が小さくなり、人物を描写した場面が大きくなっていった。しかし、紀元前6世紀中ごろまでにコリントスの絵付師の腕はひどく低下し、一部の絵付師はアテナイの陶器を真似て地の色をスリップ（液状粘土）で赤く染めるまでになった。
黒絵式が様式として完成したのはアテナイである。絵付師が署名し始めたのもアテナイでのことで、ソフィロスの署名したものが現存する中では最古である（紀元前580年ごろ）。これは墓の装飾など記念碑的な作品を作るようになったために絵付師が芸術家として注目されるようになってきたことを示している。例えばクレイティアスの「フランソワの壷」はエトルリア人の墓から見つかった。黒絵式の傑作とされるものは、エクセキアスの作品や「アマシスの画家（Amasis Painter）」の作品で、彼らの構図や物語性は同時代の絵付師とは一線を画している。
紀元前520年ごろに赤絵式が生み出され、その先駆けとしてアンドキデスの画家、オルトス、プシアクスといった絵付師がバイリンガル陶器（一面が黒絵式で反対側が赤絵式の陶器）という形でこれを導入していった。その後赤絵式が主流となったが、黒絵式のアンフォラも紀元前4世紀ごろまで生産され続けた。

### 赤絵式

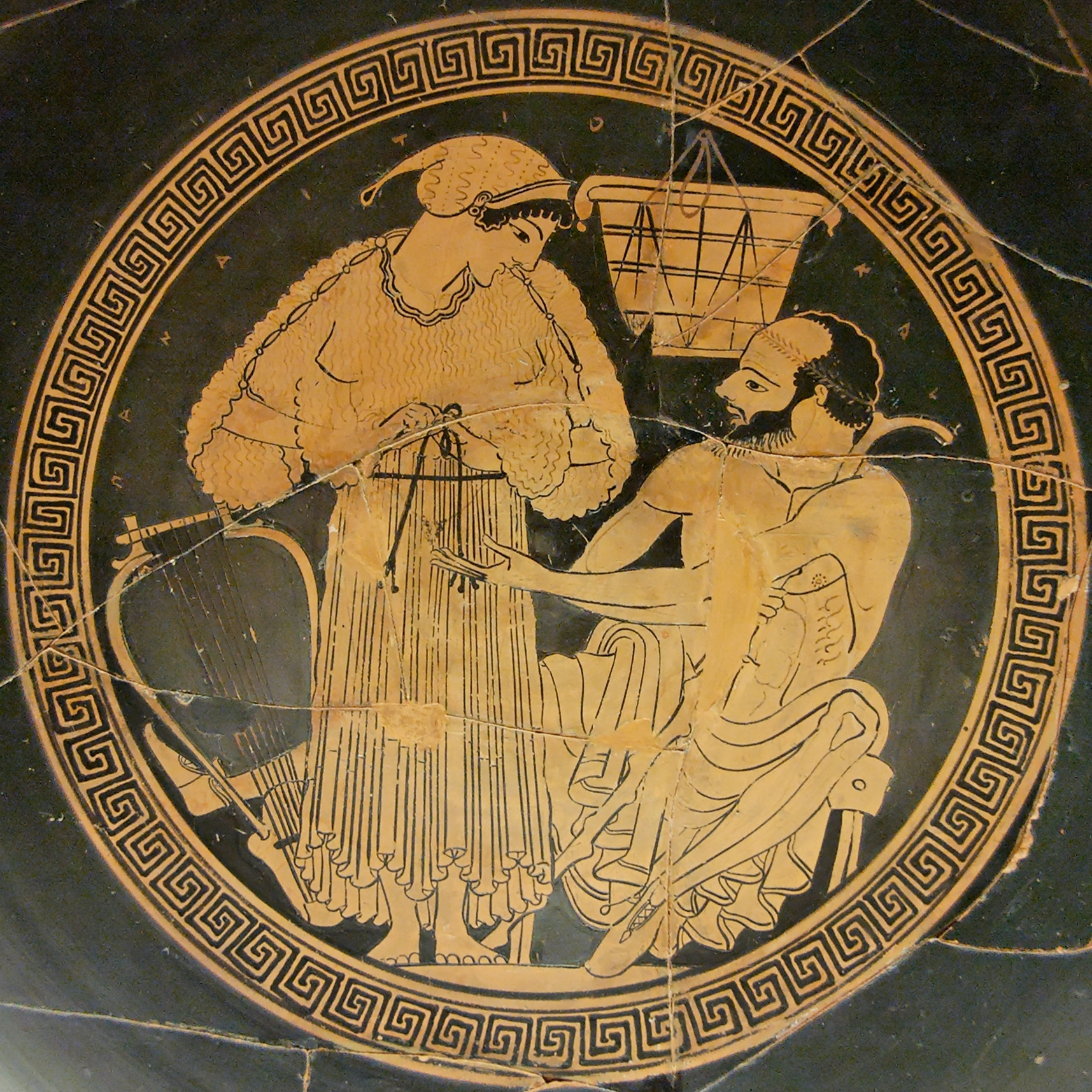
「酔っ払いと娼婦」エウフロニオス作。紀元前500年ごろ（大英博物館）

赤絵式（あかえしき red-figure）の技法は紀元前6世紀末にアテナイで生まれた。赤像式（せきぞうしき）とも呼ばれ、黒絵式のような線刻ではなく描線で詳細を直接描くことで表現の幅が広がった。赤絵式の初期の絵付師は、黒絵式の絵も描いたしシックステクニックと呼ばれる技法や白地技法も使った。白地技法は赤絵式と同時期に開発された。しかし約20年もすると、Pioneer Group は人物像を主題とする陶器には常に赤絵式を使うようになり、黒絵式は初期の花模様にのみ使うようになった。彼らは偉大な芸術家だったというだけでなく（特にエウフロニオスとエウテュミデス)、何らかの価値観と目標を共有して意識的に活動していたという意味でも注目に値する。ただし、彼らが作品以外に何かを書き残したというわけではない。John Boardman は「彼らの経歴、共通の目的、競争を解き明かしたことは、考古学の成果ということができる」としている。

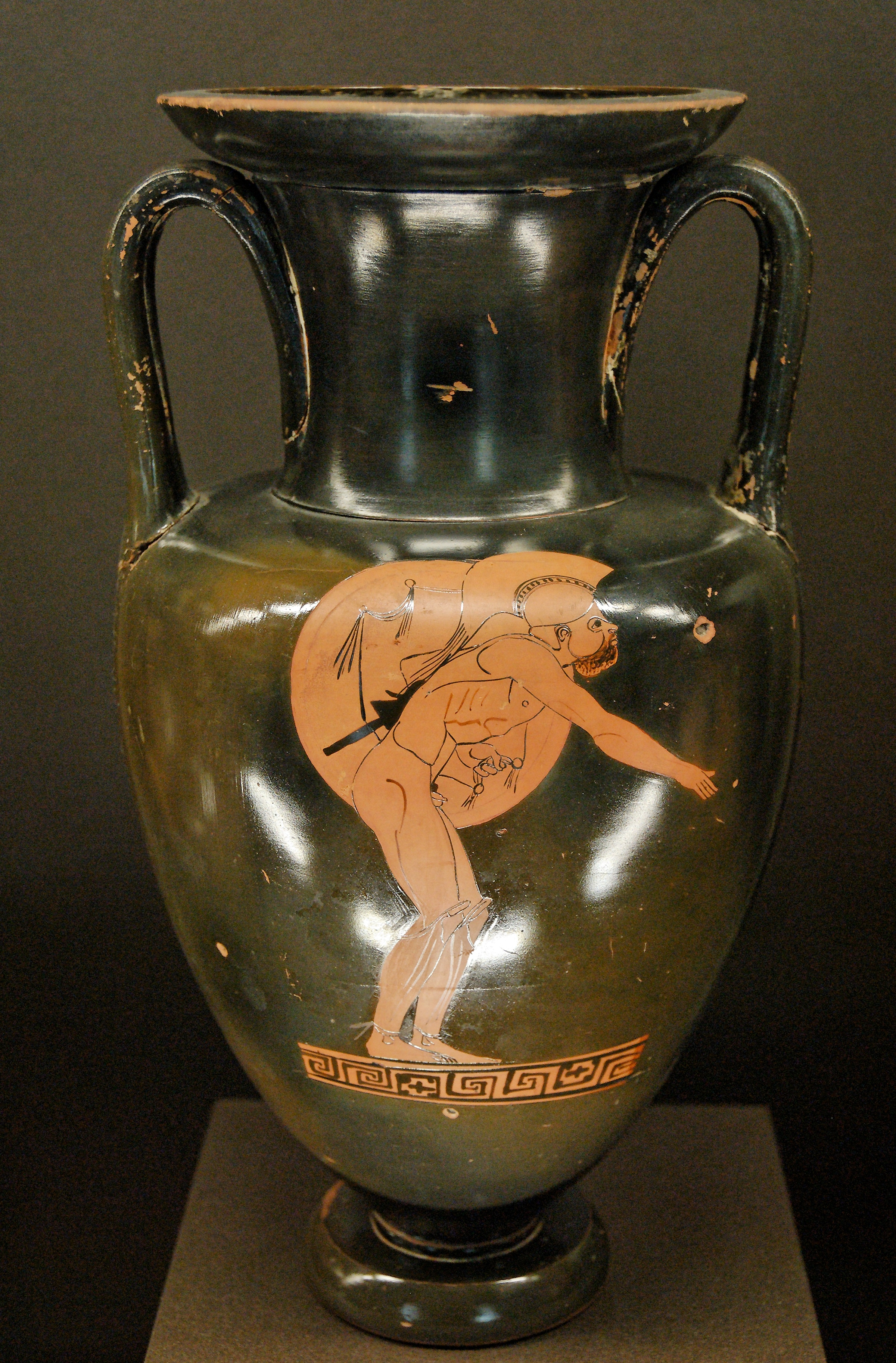
武装競走の選手を描いたアンフォラ。紀元前480年ごろ（ルーヴル美術館）

次の世代のアルカイク期後期の絵付師（紀元前500年から480年）は、自然主義的な作風を増大させ、横顔の目の描き方にもそれが現れている。この時期には絵付師が大型陶器を専門とする者と小型陶器を専門とする者に分化していった。大型陶器の絵付師としては「ベルリンの画家」と「クレオフラデスの画家」がおり、小型陶器の絵付師としてはドゥーリスやオネシモスがいた。
紀元前480年から紀元前425年にかけて、赤絵式は様々な流派に発展していった。ミュソンの工房と結びつけて見られるマンネリストと呼ばれる絵付師たちや「パンの画家 (Pan Painter)」などは、衣服の描き方やポーズが古風で誇張された身振りを伴っていた。対照的にベルリンの画家の後継と見られる「アキレスの画家」は自然なポーズを好み、黒い背景または白地のレキュトスに人物像を1つだけ描くのが普通だった。「ニオベの子の画家」の流派にはポリュグノトスや「クレオフォンの画家」が含まれ、その作品には主題や構成にパルテノン神殿の彫刻の影響が見られる。
紀元前5世紀末にかけて、アテーナー・ニーケー神殿に見られるような彫刻の影響が陶器の絵に見られるようになり、髪の毛や宝石など細部を緻密に描くようになっていった。この作風の絵付師としては「メイディアスの画家」がいる。
アテナイでは紀元前330年から紀元前320年、アレクサンドロス3世の支配下に入ったことで陶器生産が中断し、アテナイの政治的地位の低下と共に衰退していった。しかし、南イタリアのギリシア植民地では紀元前4世紀から紀元前3世紀にかけても陶器生産が続き、地域別（アプリア、ルカニア、シチリア、カンパニア、パエストゥム）に5種類の様式が生まれ、赤絵式に多彩色を加えたものが発展した。黒海沿岸の植民地パンティカパイオンでは、ケルチ様式という豪華な様式が生まれた。この時代の有名な絵付師としては「ダリウスの画家」や「冥界の画家」がいる。彼らは紀元前4世紀後半に活動し、それまでの絵付師には見られない感情表現を試みた複雑な多色の場面を描いた。

### 白地技法

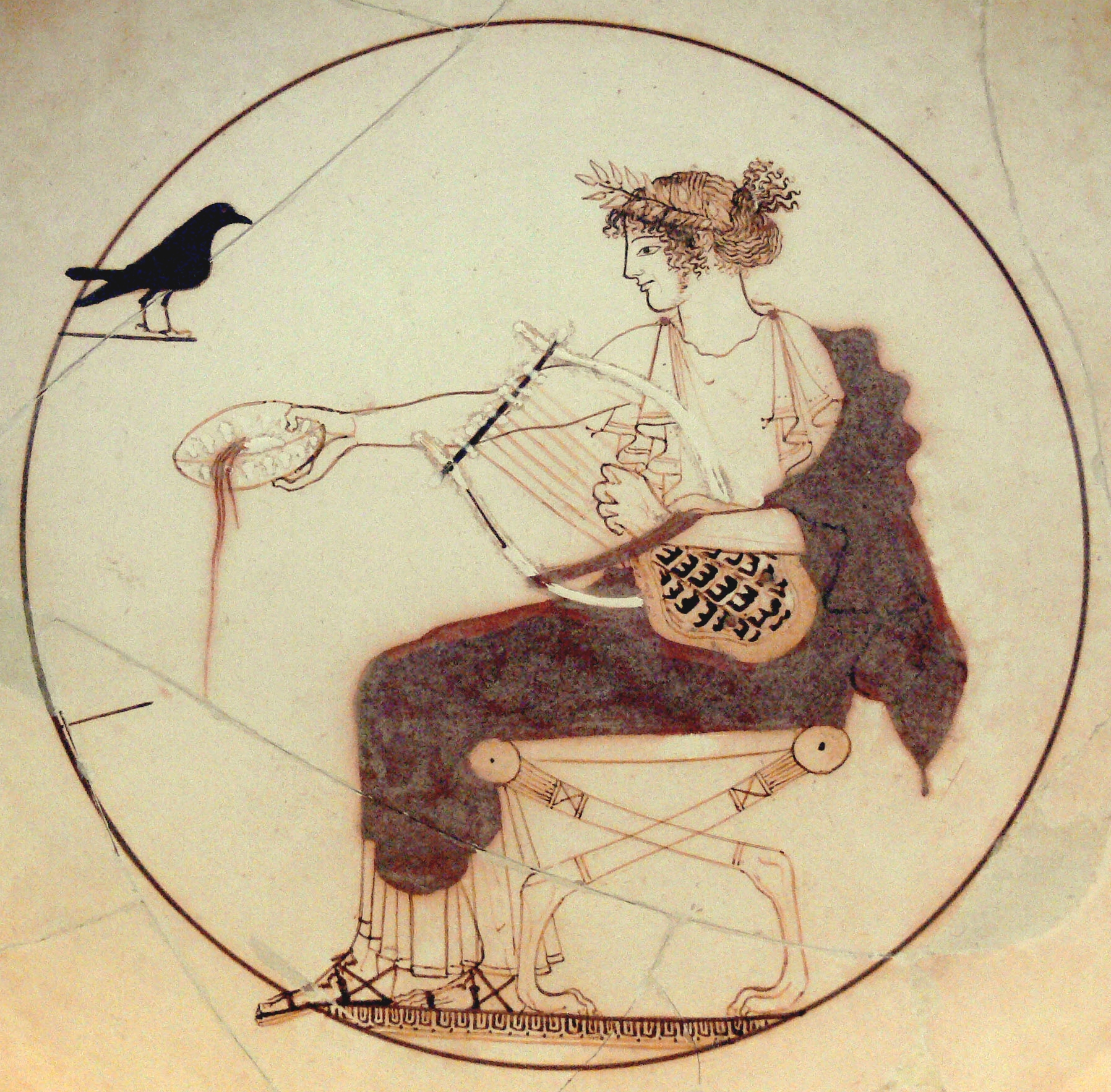
白地のボウルに描かれたアポローンとカラス。（デルフィ考古学博物館）

白地技法は紀元前6世紀末に生まれた。赤絵式や黒絵式とは異なり、その色はスリップを使った焼き方の工夫ではなく、表面に顔料または白い粘土を塗ることで白くしていた。より多彩な彩色が可能となるが、最終的な見た目はあまり目立たない。紀元前5世紀から4世紀によく見られ、特に墓への供え物としてよく使われた小さいレキュトスに多い。白地技法をよく使った絵付師としては、その発明者でもある「アキレスの画家」やプシアクス、「ピストクセノスの画家」などがいる。

### ヘレニズム期
ヘレニズム期（ここでは紀元前4世紀末から紀元前1世紀まで）になると、それまでの陶器生産の中心地が衰退した。アテナイでは紀元前4世紀末には赤絵式が見られなくなり、西斜面式陶器がそれに代わって登場する。これは、アテナイのアクロポリスの西斜面で見つかったことからこのように呼ばれている。西斜面式陶器は、黄褐色のスリップと白い顔料で像を描き、背景は黒で、線刻で詳細を描いている。主題は人物像よりも単純なリースやイルカやローゼット模様などが多い。この様式のバリエーションはギリシャ全土に広がり、特にクレタ島やアプリアが中心となり、需要に応える形で人物像も描かれ続けた。建築用のレンガやタイルの生産も行われた。古代ローマでもギリシア様式の陶器が生産されている。

## 製造

### 原材料
古代ギリシアには良質な粘土（風化で生じた粘土鉱物が流されて堆積した二次粘土）が豊富にあった。アテナイ付近の粘土層は化学組成が特殊で、酸化鉄 (Fe2O3) と酸化カルシウム (CaO) が豊富に含まれており、焼くと赤みがかったオレンジ色になる。そのため、コリントスなどのもっと白っぽく軽い陶器になる粘土とは明らかに異なる。陶器の分光法などによる科学的分析の結果、地中海沿岸地域の陶器の分布に予想されていなかった関係が見つかった。アレクサンドリア近郊のHadraで見つかったヒュドリアはエジプトで作られたものとされていたが、ロドス島の工房から輸入されたものと判明した。
母岩の造岩鉱物の風化で生じたままの粘土鉱物そのものである一次粘土はそれよりも珍しく、装飾などに節約して使われた。例えば白地技法の陶器を作る際には、轆轤の上でカオリナイトの薄い均一な層を形成していた。粘土を練る際の柔軟性を高めるため、水簸（みずひ）を使って石英や石灰石などの不純物を取り除いていた。

### 成形
轆轤は紀元前2500年ごろから使われており、粘土をひも状にしてコイルのように重ねて壁を作る技法よりも古い。古代ギリシャの陶芸でも轆轤を使ったものが多いが、リュトンのような轆轤では不可能な複雑な形状の装飾は手で成形されていた。さらに複雑な形状のものは部品毎に作って、ある程度乾燥して硬くなってからスリップ（液状粘土）を使って繋ぎ合わせ、轆轤に載せて仕上げをした。

### 絵付けと焼き
古代ギリシアの陶芸の特徴でもある金属光沢のある印象的な黒のスリップ（液状粘土）は、酸化カルシウムの含有量が少なく酸化鉄や水酸化鉄を豊富に含むイライト粘土の細かい粒のコロイド溶液で、本体に使われている粘土とはカルシウム量や鉱物組成や粒度が異なる。20世紀の研究者らによれば、アッティカの黒いスリップの化学組成を安定させるため、木や植物を燃やした灰、尿、タンニン、血などを解膠材として混ぜたと言われている。このスリップを濃縮してペースト状にし、陶器表面の装飾に使った。これを塗った部分が焼いた後に黒くなる。
黒い色は燃焼によって酸素含有量が変化することで発色する。まず窯を920から950℃程度まで加熱し、空気取り入れ口を全開にして酸素を供給すると、陶器本体もスリップを塗った部分も鉄分が酸化してヘマタイト (Fe2O3) となって赤茶色になる。次に空気取り入れ口を閉じて生木を薪に加えると一酸化炭素が発生し、赤いヘマタイトが還元され黒いマグネタイト (Fe3O4) になる。この段階で温度は不完全燃焼のために低下する。最終的な再酸化工程（約800から850℃）で空気取り入れ口を開いて酸素を再度供給すると、スリップを塗っていない部分の粘土の鉄分が再度酸化して黒からオレンジ系の赤い色に変化する。前の工程でスリップが塗られた部分の表面は化学組成が変化しており、それ以上酸化されることなく黒いままとなる。これを「鉄還元法」などと呼び、18世紀中ごろ以降の古典学者や化学者が解明した。

## 銘（署名）

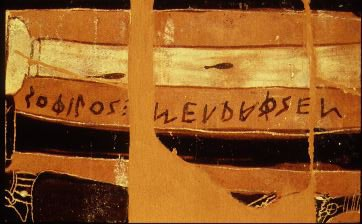
"Sophilos megraphsen"（ソフィロスが私を描いた）という署名。紀元前570年ごろ（大英博物館 GR 1971.11-1.1）

古代ギリシアの陶器には2種類の銘がある。陶工の銘と絵付師の銘である。陶工の銘はギリシア文字が生まれた紀元前8世紀ごろから見られる。絵付師の銘が見られるようになるのはそれから1世紀ほど後のことである。絵の描かれた陶器にはよく見られたが、ヘレニズム期になると銘が書かれなくなった。アッティカの陶器で特によく見られる。
銘は形式からいくつかに分類できる。陶工の名の後には epoiesen、絵付師の名の後には egraphsen と書いてあることがある。商標のようなものがコリント式の陶器に紀元前6世紀初めごろから見られるが、これは工房の商標なのか輸出業者の商標なのか分かっていない。後援者の名が銘として記されていることがあり、描かれている人物や物の名前が書かれていることもある。パンアテナイア祭のアンフォラ（大英博物館、B 144）には描かれた場面を補う文として ‘Dysniketos’s horse has won’ と書かれていた。より不可解な銘としてカロス銘がある。これは当時の有名な美男子の名を書いたもので、アテナイ上流社会の求愛儀礼の一部だったという説もあり、日用品とは思えない様々な陶器で見られる。最後に、abecedariaと呼ばれる銘はアルファベットを順に書いたものだが、主に黒絵式でしか見られない。
Pioneer Group のようなアテナイの有力な絵付師は陶器に文を書き込むことを楽しんでいたように見え、彼らのリテラシーと文化的程度を証明している。

## 再発見と研究
古代ギリシアの芸術への興味はルネサンス期の古典学の復興よりやや遅れて、1630年代のローマでニコラ・プッサンを中心とする学問的サークルにおいて復活した。イタリアの古代の墓から見つかった陶器の収集は15世紀から多少行われていたが、それらはエトルリア産とみなされていた。ロレンツォ・デ・メディチはギリシャから直接アッティカ式陶器をいくつか購入したと見られている。しかし、ギリシアの陶器とイタリア中央部で出土した陶器の関係が明らかになるのはもっと後のことである。ヴィンケルマンは『古代美術史』（1764年）の中で、エトルリアのものとされている陶器の起源について初めて疑義を提示した。しかしウィリアム・ダグラス・ハミルトンが収集していた2つの陶器（1つは海に沈み、もう1つは現在大英博物館にある）は依然として「エトルリアの陶器」とされていた。1837年、オットー・マグヌス・フォン・シュタッケルベルクの Gräber der Hellenen により、この議論に終止符が打たれた。
古代ギリシアの陶器の初期の研究は、まず陶器に描かれている絵の画集の制作から始まった。しかし、初期の画集は陶器の形状も詳細なデータも付記されておらず、考古学的記録としては信頼できないものだった。学問的な真剣な取り組みは、1828年ローマでの Instituto di Corrispondenza（後のドイツ考古学研究所）創設を起点として19世紀の間徐々に進展し、Eduard Gerhard の先駆的研究である Auserlesene Griechische Vasenbilder（1840年 - 1858年）を経て、1843年には Archaeologische Zeitung、1846年には Ecole d'Athens という専門誌が創刊された。「東方化」、「黒絵式」、「赤絵式」といった今も使われている時代区分は Gerhard が作った。そして、1854年、ミュンヘンのアルテ・ピナコテークのカタログ  Vasensammlung を Otto Jahn が制作した。これにより古代ギリシアの陶器についての科学的記述法の標準が確立し、形状や銘など詳細な記述をするようになった。Jahnの研究は長い間教科書的に定説として扱われていたが、Gerhardと同様、彼は赤絵式の登場年代を実際よりも1世紀遅く見積もっていた。この間違いが訂正されたのは、1885年にアテネ考古学会が行ったアクロポリスの発掘調査で紀元前480年のアケメネス朝の侵略で破壊された赤絵式陶器が見つかった後である。1880年代から1890年代にアドルフ・フルトヴェングラーが発掘した地層の年代からそこで見つかった陶器の年代を推定する手法を確立し、後にその手法を フリンダーズ・ピートリー が絵の描かれていないエジプトの陶器に適用した。
19世紀が発見と原理確立の時代だったとすれば、20世紀は強化と知的産業の時代だった。公にされているコレクションに含まれる陶器の網羅的な記録を作成する努力から Corpus Vasorum Antiquorum が生まれた。Giovanni Morelli の様式分析から漏れた多数の絵付師の名前は、John Beazley の Attic Red-Figure Vase Painters（1942年）や Attic Black-Figure Vase Painters（1956年）で明らかとなった。同様に Arthur Dale Trendall、Humfrey Payne、Darrell A. Amyx がそれまで見過ごされていたアプリアやコリントスの系統を年代順にまとめた。
Beazleyらはまた、陶器の破片を研究してそれらに描かれている絵の断片がどの絵付師のものか推定していった。このような陶器片を disjecta membra（散乱した部分）と呼び、別々のコレクションに同じ陶器を構成する破片が含まれていることもよくあることがわかっている。

## 古代ギリシア陶器の用途と種類
全ての古代ギリシアの陶器が純粋に実用的というわけではない。大型の幾何学様式のアンフォラは墓標として使われた。アプリアではクラテールを墓への供え物とし、パンアテナイア祭のアンフォラは芸術的オブジェとみなされていた側面がある。しかし現存するほとんどの陶器は、実用的な目的に沿ってその形状が決まっていた。古代ギリシアの陶器の形状を表す名称は、かつてそう呼ばれていたというわけではなく便宜的なもので、ごく一部はかつて使われていた名称だが、それら以外は考古学者がギリシアの文学に出てくる適当な名前を付けたものであり、常にうまく対応しているわけではない。形状と機能の関係を理解するため、古代ギリシアの陶器を大まかに次の4種類に分類することがある。
- 貯蔵・輸送用の容器 - アンフォラ、ピトス、スタムノス、ヒュドリア
- 混合容器 - クラテール、プシュクテール（冷酒器）、レベース
- 水差しと杯 - リュトン、キュリクス、オイノコエー、スキュポス、カンタロス、ルートゥロポロス
- 油、香水、化粧品などの容器 - ピュクシス、アラバストロン、アリバロス、レキュトス

それぞれの分類の中で、同程度の大きさのものはだいたい似たような形状であり、蓋の有無といった違いはあるが、1つの陶器がどういう使われ方をしたのかをだいたい推測することができる。中には純粋に儀式用のものもあり、たとえは白地のレキュトスは葬式で供え物の油を入れるのに使われ、他の用途には全く使われなかったと見られている。その多くは中が二重底になっていて、油を少し入れただけでいっぱいに入っているかのように見える仕組みになっていたため、他の用途には使えなかった。
ギリシア陶器の国際的市場が紀元前8世紀以降存在し、アテナイとコリントスが紀元前4世紀末までその市場を支配した。その範囲は発見された陶器を地図にプロットすることで大まかにわかるが、それが物だけの移動なのか人間の移住を伴っていたのかはその地図だけではわからない。エトルリア人の墓でパンアテナイア祭のアンフォラがいくつも見つかっていることから、中古市場が存在したとされている。ヘレニズム期にはアテナイの政治的重要性が衰え、同時に地中海西部の陶器市場は南イタリアが支配するようになっていった。